# Amberboa nana
Amberboa nana là một loài thực vật có hoa trong họ Cúc. Loài này được (Boiss.) Iljin mô tả khoa học đầu tiên năm 1932.